# 牛島良肉
牛島良肉是日本東京都出身的女性Cosplayer、模特兒、企業家、寫真偶像製作人。

## 經歷
牛島良肉的Cosplay風格以裸露聞名，主要活躍於網路和凹版雜誌上，並於Niconico動畫上有高人氣，也發行許多寫真集。2011年起，日本漫畫家伊佐美ノゾミ推出以牛島良肉為主角的色情漫畫，全七集。
2012年2月，牛島良肉到台灣參加第19屆開拓動漫祭（FF19），並因為在擺攤時下半身僅穿內褲而被新聞媒體報導，稱為「五十隻馬事件」。她也在同一時期在台灣參與了采昌國際多媒體與蜜蜂工房聯合主辦的「2012日本動漫映畫祭」，並拍攝了一張與臺北市政府警察局中正第一分局仁愛路派出所警車的合照；因為她在照片中露出內褲，中正一分局認為有損警方形象，便要求張貼照片之網站撤除照片。
2013年，牛島良肉推出自創品牌PredatorRat。2018年9月，native推出以牛島良肉為原型的人像。

## 外部連結
- 牛島良肉的Instagram帳戶